# NGC 2543
NGC 2543 (również IC 2232, PGC 23028 lub UGC 4273) – galaktyka spiralna z poprzeczką (SBb), znajdująca się w gwiazdozbiorze Rysia. Odkrył ją William Herschel 3 lutego 1788 roku.